# Rockfleet Castle

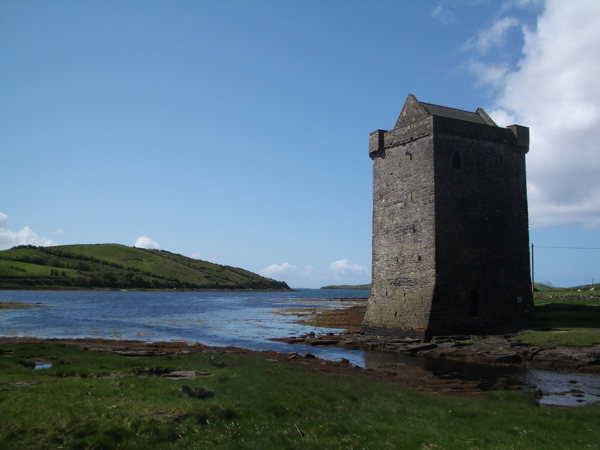
Rockfleet Castle an der Clew Bay

Rockfleet Castle (irisch Caisleán Charraig an Chabhlaigh) lautet der Name eines im 16. Jahrhundert erbauten Tower House bei Burrishoole westlich von Newport in der Grafschaft Mayo, Republik Irland. Das Tower House ist in die Liste Nationaler Denkmäler (National Monuments) unter der Kategorie Guardianship eingetragen auch unter der englischen Bezeichnung Carraigahowley Castle bekannt.

## Lage und Ortsname

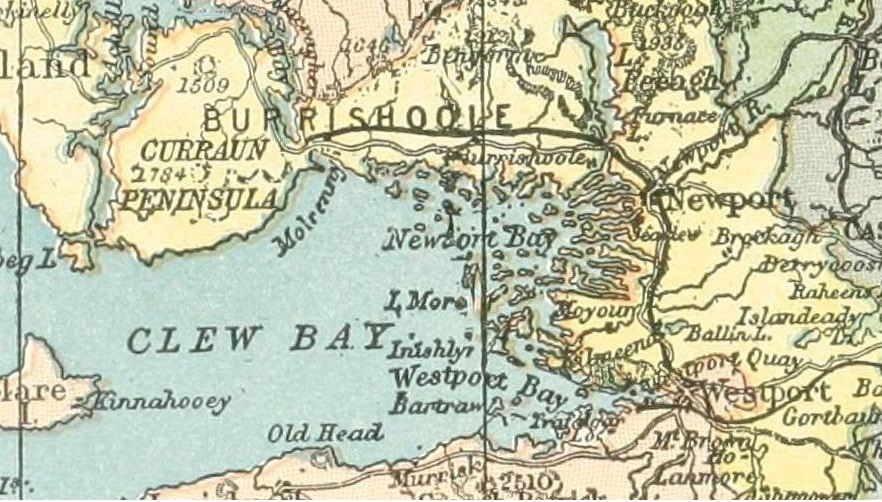
Die Barony Burrishoole am Nordufer der Clew Bay um 1890

Der Wohnturm liegt an der Mündung eines schmalen Meeresarmes am Nordufer der Clew Bay, etwa sieben bis acht Kilometer westlich von Newport. Die N59 verläuft zwischen Newport und Mulranny auf der Höhe von Ardagh in einigem Abstand nördlich der Burganlage.  Der Ort wurde von den Erbauern mit Bedacht gewählt, da, bedingt durch die regelmäßig wiederkehrende Flut und der damit einhergehenden Überschwemmung bzw. Vernässung des Landes um den Turm herum, eine dauerhafte Belagerung schwierig war.
Der irische Name Carraig an Chabhlaigh bedeutet Felsenstein der Flotte oder einfach Flottenfelsen. Damit ist der englische Name Rockfleet nichts weiter als eine (etwas ungenaue) wörtliche Übertragung des irischen Namens. Eine genauere Übersetzung ergäbe Fleetrock oder Rock of the Fleet. Die Bezeichnung Carraigahowley gibt lediglich den irischen Namen mit englischer Orthographie wieder.

## Das Gebäude
Die Burg ist ein ungefähr 18 Meter hohes, viereckiges, wehrturmartiges Gebäude aus Stein und, abgesehen von schmalen Schießscharten, fensterlos. Im Gebäude sind vier Stockwerke aus Eichenbohlen eingezogen, wobei es vom Erdgeschoss zum ersten Stock keine feste Treppenverbindung gibt, sondern lediglich ein Loch in der Decke, an welches eine Leiter angelegt wird. Eine Steinwendeltreppe führt in die übrigen Stockwerke. Im obersten Stockwerk ist eine Feuerstätte vorhanden, was darauf hindeutet, dass dies wohl der Hauptaufenthaltsort der Bewohner war. Auf dem Turm selbst befinden sich ein Satteldach mit umlaufender Brüstung sowie zwei kleinen Mauertürmchen, die über die Brüstung hinausragen.

## Geschichte des Gebäudes
Erbaut wurde Rockfleet Castle in der Mitte des 16. Jahrhunderts und war ursprünglich im Besitz von Sir Richard Burke, der seinen irischen Spitznamen Risdeárd an Iarainn (englisch Iron Dick) vielleicht der Tatsache verdankte, dass er der Eigentümer einer nahegelegenen Eisenverarbeitung war. Darüber hinaus gehörten ihm auch noch Ländereien um Burrishoole. Dieser Richard de Burgo hatte 1566 Gráinne Ní Mháille geheiratet, die bekannte irische Piratin. Anfangs lebte sie gemeinsam mit ihrem Mann in der Burg und nutzte den strategisch günstigen Ort als Unterschlupf. Ihre aus zwanzig Piratenschiffen bestehende Flotte, die dort lagerte, gab wohl dem Ort seinen Namen. Nach dem Tod ihres Mannes im Jahr 1583 blieb Gráinne weiter in Rockfleet. Als es den Engländern gelang, einen Teil ihrer Flotte mitsamt ihrem Bruder gefangen zu nehmen, willigte sie in Verhandlungen ein, um ihren Bruder freizubekommen. Schließlich führte dies zur Aufgabe ihres Widerstandes, wodurch Rockfleet Castle letztendlich seine strategische Bedeutung verlor. Im 18. Jahrhundert befand sich Rockfleet Castle im Besitz der Familie Arbuthnot.
In der ersten Hälfte des 20. Jahrhunderts setzte Owen O’Malley, ein direkter Nachfahre von Gráinne, den Turm nach dem Ende des irischen Bürgerkriegs wieder instand. Später kam der Turm dann in den Besitz eines Botschafters der Vereinigten Staaten in Irland. Heutzutage kann der Turm über die Sommermonate hinweg kostenlos besichtigt werden, nach anderen Angaben ist sogar eine Besichtigung über das ganze Jahr möglich.